# Johannes Sobotta
Robert Heinrich Johannes Sobotta (né le 31 janvier 1869 à Berlin et mort le 20 avril 1945 à Bonn) est un anatomiste allemand.

## Biographie
Il étudie la médecine à Berlin, où il travaille ensuite comme second assistant à l'Institut d'anatomie. À partir de 1895, il exerce les fonctions de prosecteur à l'institut d'anatomie comparée, d'embryologie et d'histologie de l'université de Wurtzbourg.
En 1903, il devient professeur agrégé et en 1912 professeur ordinaire d'anatomie topographique. En 1916, il part pour l'université de Königsberg en tant que directeur de l'Institut d'anatomie, puis exerce des fonctions similaires à l'université de Bonn (à partir de 1919).
Il est particulièrement reconnu pour l'atlas Sobotta d'anatomie humaine, publié pour la première fois en 1904 sous le titre Atlas der deskriptiven Anatomie des Menschen (Atlas d'anatomie humaine descriptive) réédité plus de 300 fois en 19 langues.
En 1944, il reçoit la médaille Goethe pour l'art et la science décernée par Adolf Hitler.

## Publications
- 1901: Atlas und Grundriß der Histologie und mikroskopischen Anatomie des Menschen.
- 1904–1907: Atlas der descriptiven Anatomie des Menschen en 3 volumes.
- 1904–1907: Grundriß der descriptiven Anatomie des Menschen.